# Чемпионат мира по подводному ориентированию 1989
4-й чемпионат мира по подводному ориентированию проводился в СФРЮ в общине Фужине (Хорватия) с 10 по 16 сентября 1989 года.

## Участники
В чемпионате приняли участие спортсмены 15 стран — Австрия, Болгария, Венгрия, ГДР, Египет, Италия, Испания, Перу, СССР, ЧССР, ФРГ, Швеция, Швейцария, Югославия.

## Призёры

### Мужчины
| Дисциплина           | Золото                                    | Золото | Серебро                  | Серебро | Бронза                                                                         | Бронза |
| -------------------- | ----------------------------------------- | ------ | ------------------------ | ------- | ------------------------------------------------------------------------------ | ------ |
| Ориентиры 5 точек    | Эйнари Тальвисте · СССР                   |        | С. Клабунде · ГДР        |         | Валентин Мелехин · СССР                                                        |        |
| Зоны                 | Иштван Берекмери · Венгрия                |        | Л. Сильни · Чехословакия |         | Владимир Кармазин · СССР                                                       |        |
| Звезда               | Д. Гуризатти · Венгрия                    |        | Андрей Коленов · СССР    |         | П. Перничка · Чехословакия                                                     |        |
| Карта                | Андрей Коленов · Владимир Кармазин · СССР |        | ФРГ                      |         | · Югославия                                                                    |        |
| Групповое упражнение | · ГДР                                     |        | · Чехословакия           |         | Андрей Корыстин · Владимир Кармазин · Андрей Коленов · Эйнари Тальвисте · СССР |        |

### Женщины
| Дисциплина           | Золото                                                              | Золото | Серебро            | Серебро | Бронза            | Бронза |
| -------------------- | ------------------------------------------------------------------- | ------ | ------------------ | ------- | ----------------- | ------ |
| Ориентиры 5 точек    | Д. Коленова · СССР                                                  |        | М. Очик · ГДР      |         | У. Энке · ГДР     |        |
| Зоны                 | Марина Сараева · СССР                                               |        | К. Шницель · ГДР   |         | М. Очик · ГДР     |        |
| Звезда               | Светлана Вяткина · СССР                                             |        | Д. Коленова · СССР |         | М. Бугрова · СССР |        |
| Карта                | Светлана Подорога · Марина Сараева · СССР                           |        | · Болгария         |         | · Чехословакия    |        |
| Групповое упражнение | Марина Сараева · М. Бугрова · Д. Коленова · Светлана Вяткина · СССР |        | · ГДР              |         | · Венгрия         |        |